# Erronus solus
Erronus solus är en insektsart som beskrevs av Paul W. Oman 1987. Erronus solus ingår i släktet Erronus och familjen dvärgstritar. Inga underarter finns listade i Catalogue of Life.